# Le schiave di Cartagine
Le schiave di Cartagine è un film peplum del 1956 diretto da Guido Brignone.

## Trama
Giulia Marzia, figlia di un proconsole romano e promessa al cinico Flavio Metello, è innamorata del tribuno Marco Valerio che, invece, ama la bella cristiana Lea.
L'avido Publio Cornelio convince Flavio ad assassinare il proconsole e accusare i cristiani del delitto per poter prendere il potere. Il piano riesce ma Marco Valerio non crede alla colpevolezza dei cristiani, dopo aver cercato di difenderli davanti al senato è costretto alla fuga.
Riesce a trovare il sostegno di altre persone e torna in città in tempo per salvare Lea che come tutti i prigionieri era destinata alla crocifissione sulla collina. Raggiunge e affronta in duello anche Flavio Metello che ammette la sua colpa e per espiare si trafigge con la daga di Marco Valerio.